# Utete
Utete ist eine Stadt im Rufiji Distrikt der Region Pwani in Tansania.

## Lage
Der Ort liegt am linken, südlichen Ufer des unteren Rufiji, wo die bergige Landschaft Kissi an den Fluss herantritt. 

## Geschichte
Während der deutschen Kolonialzeit war Utete Amtssitz des Bezirks Kufiji. Zwischen 1908 und 1914 wurde Utete regelmäßig durch den Raddampfer Tomondo angelaufen, der über den Rufiji eine Verbindung mit der Küste herstellte. Am 1. November 1913 erhielt der Ort eine Reichstelegraphenanstalt.
Im Ersten Weltkrieg war der Ort Schauplatz eines Gefechts zwischen der deutschen Schutztruppe und britischen Streitkräften.